# Hot Spot (film)
Pour les articles homonymes, voir Hotspot et Spot.
Ne doit pas être confondu avec Hot Shots!.
Pour plus de détails, voir Fiche technique et Distribution.
Hot Spot (The Hot Spot) est un film américain réalisé par Dennis Hopper et sorti en 1990. Tiré du roman Hell Hath No Fury de Charles Williams (1953), il avait pour accroche anglo-saxonne A scorchingly erotic thriller « un thriller d'un érotisme brûlant ».
Sa bande originale d'inspiration blues est prestigieuse : John Lee Hooker, Miles Davis, Taj Mahal et Roy Rogers.

## Synopsis
Harry Madox, repris de justice flegmatique, débarque dans la petite ville de Landers, au Texas, dans l'intention d'en dévaliser la banque. Charismatique et de bonne présentation, il obtient immédiatement une place de vendeur chez un concessionnaire automobile. Il fait la connaissance de plusieurs habitants : le shérif, qui soupçonne ses intentions, Sutton, le mauvais garçon local et surtout l'épouse de son patron, la sulfureuse Dolly et la comptable, la jeune Gloria. Harry est attiré par les deux femmes.

## Fiche technique
- Titre original : The Hot Spot
- Titre français : Hot Spot
- Titre québécois : Point chaud
- Réalisation : Dennis Hopper
- Scénario : Nona Tyson et Charles Williams, d'après le roman Hell Hath No Fury de Charles Williams
- Musique : Jack Nitzsche
- Photographie : Ueli Steiger
- Montage : Wende Phifer Mate
- Production : Paul Lewis
- Société de production : Orion Pictures
- Société de distribution : Orion Pictures (États-Unis), Columbia TriStar Films (France)
- Pays de production :  États-Unis
- Langue originale : anglais
- Genre : thriller, comédie dramatique, romance, néo-noir
- Durée : 130 minutes
- Dates de sortie[2] : 
  - Canada : 8 septembre 1990 (festival international du film de Toronto)
  - États-Unis : 12 octobre 1990 (sortie limitée)
  - France : 16 janvier 1991

## Distribution
- Don Johnson (VF : Patrick Poivey) : Harry Madox
- Virginia Madsen (VF : Michèle Buzynski) : Dolly Harshaw
- Jennifer Connelly (VF : Véronique Soufflet) : Gloria Harper
- Charles Martin Smith (VF : Jean-Loup Horwitz) : Lon Gulick
- William Sadler : Frank Sutton
- Jerry Hardin : George Harshaw
- Barry Corbin : le shérif
- Leon Rippy (VF : Marc Alfos) : l'adjoint Tate
- Jack Nance (VF : Guy Piérauld) : Julian Ward
- Virgil Frye : l'adjoint Buck

 Source et légende : version française (VF) sur RS Doublage et selon le carton du doublage français.

## Production

### Genèse et développement
The Hot Spot est initialement un projet porté par Mike Figgis. Il est finalement remplacé à la réalisation par Dennis Hopper. Cependant, quelques jours avant le début du tournage, l'acteur-réalisateur décide de tout changer, comme le révèle Don Johnson en 2014 :

« Mike Figgis avait écrit un scénario intitulé The Hot Spot, et c'était un film de braquage. Trois jours avant le début du tournage, Dennis Hopper est venu nous voir tous, il a convoqué une réunion un dimanche et il a dit : “D'accord, nous ne faisons pas ce script. Nous faisons celui-ci”. Et il a fait passer un script autour de la table qui avait été écrit pour Robert Mitchum dans les années 60... ou peut-être que c'était dans les années 50... et c'était basé sur un livre intitulé Hell Hath No Fury. Le film que nous avons fini par faire. C'était trois jours avant le début du tournage ! Alors il regardait tout le monde autour de la table et disait : "“Eh bien, vous savez, si Don Johnson abandonne, nous n'avons pas de film.” [Rires.] Et j'ai lu le script, et j'ai dit : “Wow !” Je veux dire, le script de Figgis était vraiment fluide et cool, et c'était un film de casse, mais c'était vraiment noir, le gars était un vagabond amoral, et tout était sur la façon dont les femmes allaient le faire tomber. »

— Don Johnson, The A.V. Club, 2014
Paul Lewis, producteur des précédents films de Dennis Hopper, tentait en effet depuis des années de monter l'adaptation du roman Hell Hath No Fury avec Robert Mitchum.

### Attribution des rôles
Avant de quitter le projet, Mike Figgis envisageait Elisabeth Shue dans le rôle principal. Les premiers choix de Dennis Hopper pour les rôles de Harry Madox et Dolly Harshaw étaient Mickey Rourke et Debra Winger. Le réalisateur avait déjà voulu recruter l'acteur pour son précédent film, Colors (1988). Don Johnson et Virginia Madsen tiendront finalement ces rôles. Le rôle masculin aurait été proposé à de nombreux acteurs Bruce Willis, Kevin Costner, Harrison Ford, Richard Gere, Dennis Quaid, Tom Selleck ou encore Patrick Swayze. Quant au rôle de Dolly, Dennis Hopper avait également imaginé Theresa Russell. Melanie Griffith — alors mariée à Don Johnson — sera un temps évoquée, mais elle était alors enceinte.
Le rôle de Gloria Harper est initialement envisagé pour Uma Thurman, avant de revenir à la jeune Jennifer Connelly, alors âgée de 19 ans.

### Tournage

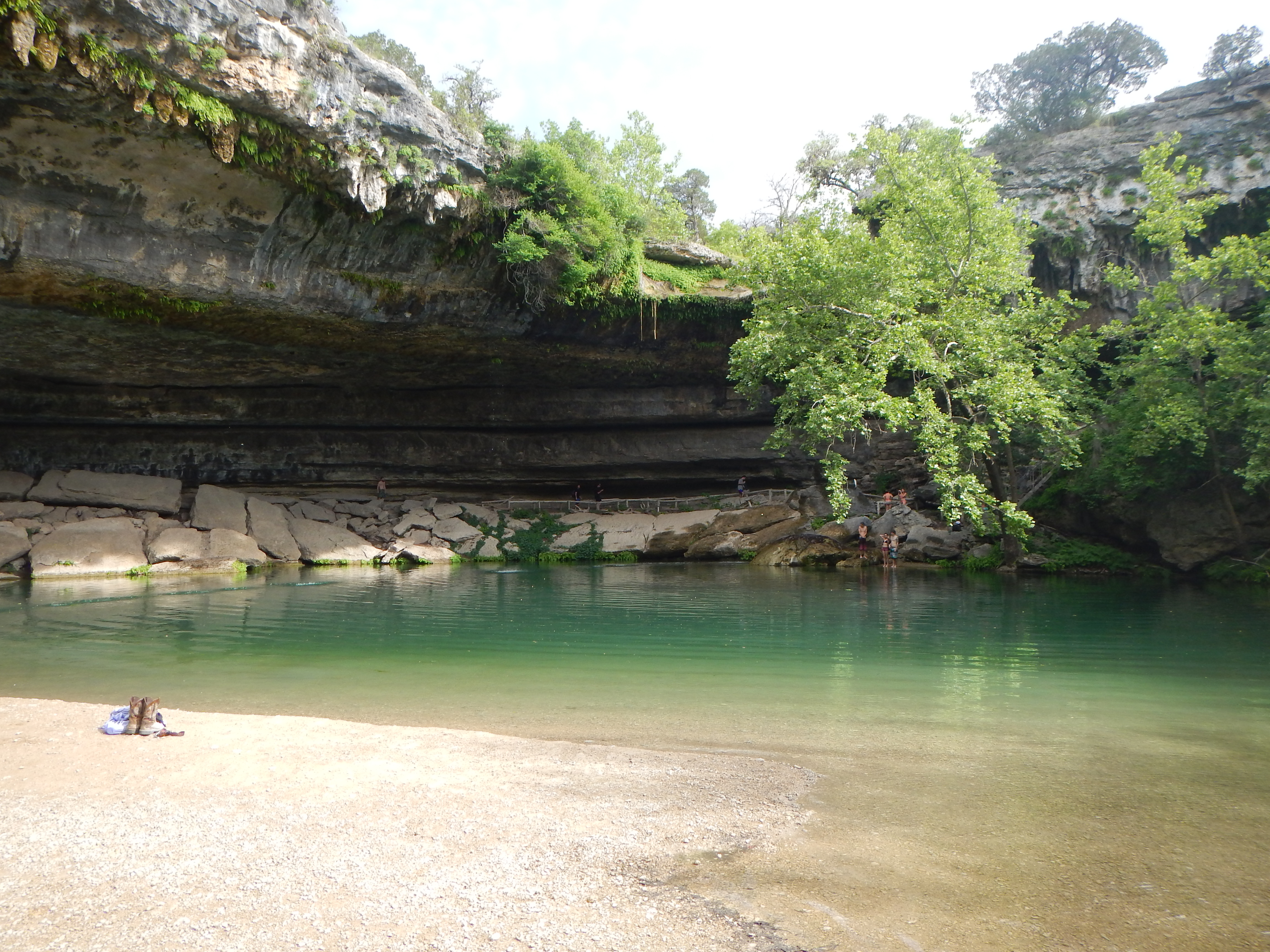
Hamilton Pool Preserve

Le tournage a lieu d'août à octobre 1989 au Texas. Il se déroule notamment à Luling, Taylor et Austin. La piscine naturelle de Hamilton Pool Preserve, située à environ 37 km à l'ouest d'Austin, sert pour la scène de baignade.

## Bande originale
La musique du film est composée par Jack Nitzsche. Il est accompagné de nombreux musiciens célèbres : John Lee Hooker, Miles Davis, Taj Mahal, Tim Drummond et Roy Rogers.
Liste des titres
1. Coming To Town - 3:06
2. Empty Bank - 2:19
3. Harry's Philosophy - 2:46
4. Dolly's Arrival - 1:17
5. Harry And Dolly - 2:49
6. Sawmill - 3:03
7. Bank Robbery - 4:31
8. Moanin’ - 3:20
9. Gloria's Story - 3:24
10. Harry Sets Up Sutton - 1:41
11. Murder - 4:08
12. Blackmail - 2:09
13. End Credits - 5:19

## Accueil
Sur le sol américain, le film ne récolte que 1 293 976 $. En France, il n'attire que 184 047 spectateurs en salles.